# Vladimir Arabadzhiev
Vladimir (Vlado) Arabadzhiev (en búlgaro: Владимир (Владо) Арабаджиев, Plovdiv, Bulgaria; 16 de marzo de 1984) es un piloto búlgaro de automovilismo.

## Carrera

### Formula Three
Arabadzhiev comenzó su carrera en la Italian Formula Three Championship en 2006, acabando la temporada en el puesto 11º con 5 puntos.

### Formula 3000
Arabadzhiev se fue a las Euroseries 3000 en 2007, acabando en el puesto 7º con 23 puntos.

### Formula Master
Arabadzhiev participó en el International Formula Master en 2008, acabando 7º con el equipo JD Motorsport, y ganando una carrera. Siguió con JD en 2009, donde acabó otra vez en 7º posición. Hizo una prueba para el World Touring Car Championship con el equipo Chevrolet en el Pembrey Circuit en Gales.

### GP2 Series
Arabadzhiev participa en la Temporada 2009–10 de las GP2 Asia Series, con Rapax Team, aunque la primera ronda la disputa con Piquet GP. Para la GP2 Series de 2010 es contratado por Scuderia Coloni. Para Monza y Abu Dhabi fue sustituido por Brendon Hartley.

## Resultados

### GP2 Asia Series
(Clave) (negrita indica pole position) (cursiva indica vuelta rápida puntuable)

| Año     | Escudería            | 1    | 1    | 2    | 2    | 3    | 3    | 4    | 4    | Pos. | Puntos | Ref.  |
| ------- | -------------------- | ---- | ---- | ---- | ---- | ---- | ---- | ---- | ---- | ---- | ------ | ----- |
| 2009-10 | Piquet GP Rapax Team | YMC1 | YMC1 | YMC2 | YMC2 | SAK1 | SAK1 | SAK2 | SAK2 | 20.º | 0      | [ 1 ] |
| 2009-10 | Piquet GP Rapax Team | Ret  | Ret  | 13   | 10   | 17   | 7    | 12   | 9    | 20.º | 0      | [ 1 ] |

### GP2 Series
(Clave) (negrita indica pole position) (cursiva indica vuelta rápida puntuable)

| Año  | Escudería       | 1   | 1   | 2   | 2   | 3   | 3   | 4   | 4   | 5   | 5   | 6   | 6   | 7   | 7   | 8   | 8   | 9   | 9   | 10  | 10  | Pos. | Puntos | Ref.  |
| ---- | --------------- | --- | --- | --- | --- | --- | --- | --- | --- | --- | --- | --- | --- | --- | --- | --- | --- | --- | --- | --- | --- | ---- | ------ | ----- |
| 2010 | Scuderia Coloni | BAR | BAR | MON | MON | EST | EST | VAL | VAL | SIL | SIL | HOC | HOC | BUD | BUD | SPA | SPA | MNZ | MNZ | YMC | YMC | 29.º | 0      | [ 2 ] |
| 2010 | Scuderia Coloni | 19  | 20  | Ret | 13  | Ret | Ret | 13† | 9   | 21  | 17  | 15  | 15  | 18  | 14  | 19  | Ret |     |     |     |     | 29.º | 0      | [ 2 ] |